# ¡Vivan los novios!
¡Vivan los novios! è un film del 1970 diretto da Luis García Berlanga.